# Tijarafe

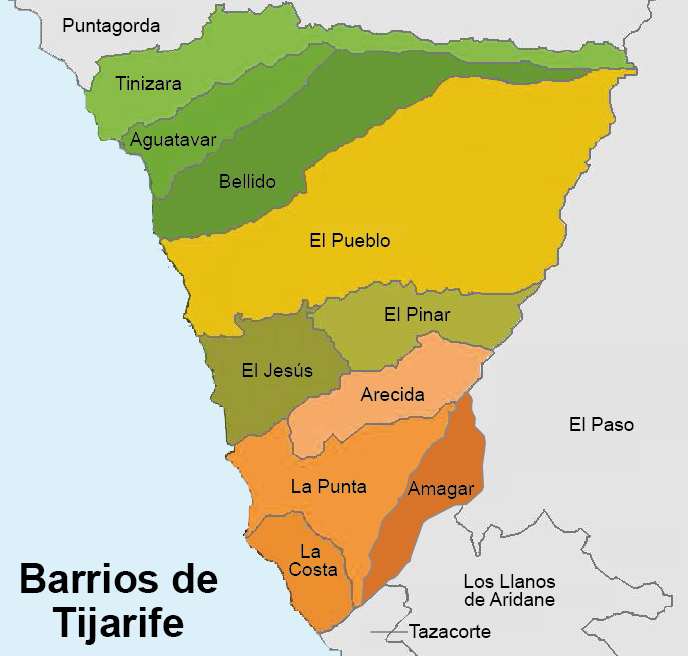
Les quartiers/villages de Tijarafe

Tijarafe est une commune de la province de Santa Cruz de Tenerife dans la communauté autonome des Îles Canaries en Espagne. Elle est située à l'ouest de l'île de La Palma.

## Géographie

### Localisation

Localisation de l'île de La Palma dans les Îles Canaries.
Localisation de Tijarafe dans l'île de La Palma.

|                  | Puntagorda                         |         |
| Océan Atlantique | Tijarafe                           | El Paso |
|                  | Tazacorte et Los Llanos de Aridane |         |

### Villages de la commune
- El Pueblo (907)
- La Punta (563)
- El Jesús (245)
- Aguatavar (214)
- Arecida (214)
- Tinizara (181)
- El Pinar (135)
- Bellido (101)
- La Costa (116)
- Amagar (68)

Entre parenthèses figure le nombre d'habitants de chaque village en 2007.

## Démographie
| Année | Population | Densité     |
| ----- | ---------- | ----------- |
| 1960  | 3.029      | -           |
| 1970  | 2.836      | -           |
| 1976  | 2.824      | -           |
| 1984  | 3.026      | -           |
| 1991  | 2.195      | -           |
| 1996  | 2.658      | -           |
| 2001  | 2.730      | 50.55 h/km² |
| 2002  | 2.765      | -           |
| 2003  | 2.687      | 49.98 h/km² |
| 2004  | 2.666      | 49.19 h/km² |
| 2006  | 2.720      | 50,59 h/km² |
| 2007  | 2.744      | 51,04 h/km² |
| 2008  | 2.757      | 51,28 h/km² |
| 2009  | 2.768      | 51,49 h/km² |